# Kojetín (Přerovi járás)
Kojetín település Csehországban, Přerovi járásban. Kojetín Věžky, Zlobice, Záříčí, Chropyně, Bezměrov, Měrovice nad Hanou, Křenovice és Uhřičice településekkel határos. Lakosainak száma 5790 fő (2024. január 1.).

## Népesség
A település lakosságának változását az alábbi diagram mutatja:
| Lakosok száma | 4325 | 6169 | 6812 | 5801 | 6756 | 6432 | 6169 | 6103 | 5837 | 5790 |
|               | 1869 | 1890 | 1921 | 1950 | 1980 | 2001 | 2017 | 2019 | 2022 | 2024 |